# New Data Seal
New Data Seal (NDS) — блочный шифр, основанный на алгоритме Люцифера, который позже стал стандартом DES. Шифр был разработан в компании IBM в 1975 году. Для шифрования NDS использует делит входные (незашифрованные) данные на блоки по 128 бит и использует очень длинный ключ размером 2048 бит. Структура шифра точно такая же, как и у DES: cеть Фейстеля с 16 раундами.

## Принцип работы
Шифр NDS является достаточно простым в частности из-за того, что в каждом раунде сети Фейстеля в его основе используется один и тот же ключ.
- Ключ представляет собой отображение: {\displaystyle k:\{0,1\}^{8}\rightarrow \{0,1\}^{8},} то есть размерность пространства таких ключей {\displaystyle (2^{8})^{2^{8}}=2^{2048},} что более чем достаточно для предотвращения перебора ключей.
- Система использует 2 заранее известных (не динамичных) S-блока: {\displaystyle S_{0},S_{1},\{0,1\}^{4}\rightarrow \{0,1\}^{4},} ключевое расписание состоит из одного ключа {\displaystyle k.} Блок открытого текста делится на 2 подблока {\displaystyle m_{i}}размером 64 бита каждый. Для того, чтобы посчитать {\displaystyle f_{k}(m_{i}):}
  1. {\displaystyle m_{i}}разбивается на восемь 8-битных частей. За {\displaystyle m_{i}^{*}}обозначим байт, образованный первым битом каждого байта в {\displaystyle m_{i}}
  2. каждая часть {\displaystyle m_{i}}разбивается на два 4-битных ниббла
  3. к левому нибблу применяется {\displaystyle S_{0},} к правому — {\displaystyle S_{1}}
  4. в случае, если {\displaystyle j}-ый бит {\displaystyle k(m_{i}^{*})} равен 1, поменяются местами нибблы {\displaystyle j}-ой части после {\displaystyle S_{0}S_{1}}преобразования
  5. к 64-битному результату (после объединения всех частей) применяется заранее известная перестановка. Она позволяет защитить шифр от взлома и анализа как системы более простых независимых подшифров.

## Алгоритм взлома
Использование одного и того же ключа в каждом раунде является слабым местом данного шифра и используется в атаке на основе подобранного открытого текста. С ее помощью можно полностью восстановить ключ шифрования: обозначим за {\displaystyle T_{k}} преобразование, соответствующее одному раунду NDS, то есть {\displaystyle T_{k}(m_{i-1},m_{i})=(m_{i},m_{i-1}\oplus f_{k}(m_{i})).}Далее, {\displaystyle F=T^{16}} будет обозначать все 16 раундов. Заметим, что {\displaystyle F} и {\displaystyle T} коммутируют: {\displaystyle FT(m)=T^{16}T(m)=TT^{16}(m)=TF(m).}В соответствии с принципом Керкгоффса мы знаем все об алгоритме шифрования, кроме ключа {\displaystyle k(q),\;q\in \{0,1\}^{8}.}Тогда если мы будем знать {\displaystyle k(q)} для каждого возможного {\displaystyle q,} ключ будет считаться взломанным.
Процедура атаки следующая:
1. Подобрать сообщение {\displaystyle m=(m_{0},m_{1}),}так, чтобы {\displaystyle m_{1}^{*}=q.}
2. Взломщик получает зашифрованное сообщение {\displaystyle (m_{16},m_{17})=F(m),} соответствующее открытому тексту {\displaystyle m.}
3. Пусть {\displaystyle {\tilde {k}}} — один из возможных 8-битных ключей (всего {\displaystyle 2^{8}} комбинаций). И пусть {\displaystyle {\tilde {T}}=T_{\tilde {k}}(m)} есть результат после работы от 1 раунда с ключом {\displaystyle {\tilde {k}}}.
4. Если {\displaystyle {\tilde {k}}=k(q),}то {\displaystyle {\tilde {T}}=T(m)}и {\displaystyle F({\tilde {T}})=FT(m)=TF(m)=T(m_{16},m_{17})=(m_{17},?).} Следовательно левая половина {\displaystyle F({\tilde {T}})} согласована с правой половиной {\displaystyle F(m)=(m_{16},m_{17}).}
5. Взломщик получает зашифрованное сообщение {\displaystyle F({\tilde {T}}),} соответствующее заранее выбранному тексту {\displaystyle {\tilde {T}}.} Если правая половина {\displaystyle F(m)} соответствует левой половине {\displaystyle F({\tilde {T}}),}то можно считать {\displaystyle {\tilde {k}}} допустимым значением для {\displaystyle k(q).} В худшем случае нужно будет перебрать {\displaystyle 2^{8}=256}комбинаций {\displaystyle {\tilde {k}}} для нахождения нужного значения.
6. Повторяем процедуру для каждого {\displaystyle q\in \{0,1\}^{8},} получая значение ключа {\displaystyle k} с помощью {\displaystyle 2^{8}(2^{8}+1)=65792} заранее выбранных открытых текстов.

## Атаки на шифр
В 1977 Эдна Гроссман и Брайант Такермен впервые продемонстрировали атаку на NDS с помощью сдвиговой атаки. Этот метод использует не более 4096 подобранных открытых текстов. В их лучшем испытании они смогли восстановить ключ только с 556 подобранными открытыми текстами.